# Hodgesia sanguinae
Hodgesia sanguinae är en tvåvingeart som beskrevs av Theobald 1904. Hodgesia sanguinae ingår i släktet Hodgesia och familjen stickmyggor.
Artens utbredningsområde är Uganda. Inga underarter finns listade i Catalogue of Life.